# De Engel (Ichtegem)
De Engel is een wijk van Ichtegem, een dorp in de Belgische provincie West-Vlaanderen. De naam wordt nu vooral gebruikt voor het kruispunt van de straat van Ichtegem-centrum naar Aartrijke (de Zuidstraat/Engelstraat) met de grote weg tussen de steden Oostende en Torhout (de N33, Torhoutbaan/Oostendsesteenweg).
De Engel was vroeger een gehuchtje, met een aantal huizen rond het kruispunt aan de steenweg Torhout-Oostende. Aan deze 18de-eeuwse steenweg stond vroeger in De Engel een tolhuis. Verder stonden een aantal huizen een paar honderd meter verder noordwaarts langs de Zuidstraat, ter hoogte van de Molenstraat, waar de Engelmolen stond. Het vroegere gehucht is tegenwoordig door lintbebouwing en nieuwe verkavelingen versmolten in de dorpskern van Ichtegem.

## Bezienswaardigheden
- Engelkerk, een modernistisch kerkgebouw van 1979.
- De oude herberg Den Engel aan de Torhoutbaan is sinds 1982 als monument beschermd.
- Betreedbare kapel van 1980.
- Klooster (1913) met Vrije Basisschool (1913 en 1922).